# Dancing with the Stars (Panamá)
Dancing with the Stars es un programa de televisión panameño de TVN que se estrenó el 16 de mayo de 2012, con la conducción de Blanca Herrera e Iván Donoso.
La segunda temporada se estrenó el 27 de mayo de 2013, esta vez con Blanca Herrera y Aldo Stagnaro como conductores. La tercera temporada inició el 13 de mayo de 2014, y la cuarta y última temporada se estrenó el 14 de abril de 2015.
El jurado del programa estuvo compuesto por los expertos en baile Moyra Brunette, Yilca Arosemena y David Martínez, estos dos últimos se retiraron del programa después de varias temporadas y fueron reemplazados por Yael Bern (jurado de "Muévelo") y el bailarín portugués Nuno Sabroso.
El ganador de la primera temporada fue el humorista Michael Vega. En la segunda temporada, el triunfador fue el cantante Jimmy Bad Boy. La ganadora de la tercera temporada fue la presentadora de televisión Jovana Michel y, en la cuarta temporada, la victoria fue para la modelo Irene Núñez.
El programa fue cancelado después de su cuarta temporada.

## Personal

### Presentadores
- Blanca Herrera (2012-2015)
- Aldo Stagnaro (2013-2015)
- Iván Donoso (2012-2013)

### Jurado
| Jurado          | Profesión                       | Temporadas |
| --------------- | ------------------------------- | ---------- |
| Moyra Brunette  | Bailarina, ex-jurada de Muévelo | 1,2,3,4    |
| Yael Bern       | Actriz, Bailarina               | 3,4        |
| Nuno Sabroso    | Actor, Bailarín                 | 4          |
| Anteriores      |                                 |            |
| Yilca Arosemena | Actriz, Bailarina               | 1,2        |
| David Martínez  | Bailarín, Profesor de baile     | 1,2,3      |

## Dancing with the Stars 2012
Dancing with the Stars 2012 estuvo conformado por 10 estrellas de la farándula panameña e internacional: Eduardo Lim Yueng, Rhoda González, Dayron Chaparro, Aurea Horta, Jonathan Chávez, Ogleydis "La Niña" Suárez, Gloria Quintana, Roberto Rivera, Michael Vega y Gisela Tuñón.
En la gran final, Ogleydis "la niña" Suárez obtuvo el tercer lugar, Dayron Chaparro se ubicó en el segundo, y la pareja ganadora de la noche fue el humorista Michael Vega junto con la bailarina Johan Pérez.
| País del famoso | Participante              | Famoso (a) por       | Pareja           | Resultado      |
| --------------- | ------------------------- | -------------------- | ---------------- | -------------- |
| Panamá          | Aurea Horta               | Actriz               | Guillermo Tejada | 1ª Eliminada   |
| Panamá          | Jonathan Chávez           | Trovador             | Verónica López   | 2º Eliminado   |
| Panamá          | Gisela Tuñón              | Presentadora         | David Arrocha    | Retirada*      |
| Panamá          | Eduardo Lim Yueng         | Presentador          | Carla García     | 3º Eliminado   |
| Argentina       | Rhoda González            | Estilista            | Navir Higuera    | 4ª Eliminada   |
| Panamá          | Gloria Quintana           | Miss Hispanidad 1989 | Leo Waterman     | 5ª Eliminada   |
| Panamá          | Roberto Rivera            | Presentador          | Ilda Mason       | 6º Eliminado   |
| Venezuela       | Ogleydis "La Niña" Suárez | Boxeadora            | Miguel Coronado  | Tercer lugar   |
| Cuba            | Dayron Chaparro           | Modelo               | Dannela Donadio  | Segundo lugar  |
| Panamá          | Michael Vega              | Humorista            | Johan Pérez      | Ganador 2012** |

- (*) Gisela Tuñón, se retira de la competencia por problemas en el cuello, lo que le impedía bailar.
- (**) Michael Vega, se convierte en el primer ganador de las temporadas.

## Dancing with the Stars 2013
En Dancing with the Stars 2013 se estrenó el 27 de mayo de 2013. Los Presentadores son Blanca Herrera y Aldo Stagnaro. Dancing with the stars está conformado por: Chucho, Maricarmen Anguizola, Ricardo Jaramillo, Nairobi Dacosta, El Nica, Miroslava Morales, Ricardo Santana, Mirta Rodríguez, Lorité Alvarado, Jimmy Bad Boy y Sheldry Sáez.
| País del famoso | Participante         | Famoso (a) por   | Pareja           | Resultado     |
| --------------- | -------------------- | ---------------- | ---------------- | ------------- |
| Panamá          | Mirta Rodríguez      | Presentadora     | Leo Waterman     | 1ª Eliminada  |
| Panamá          | Chucho               | Presentador      | Verónica López   | 2º Eliminado  |
| Panamá          | Nairobi Dacosta      | Reportera        | Alberto Sugasti  | 3ª Eliminada  |
| Venezuela       | Ricardo Santana      | Cantante         | Paola Cedeño     | 4º Eliminado  |
| Panamá          | El Nica              | Boxeador         | Anayka Paternina | 5º Eliminado  |
| Panamá          | Maricarmen Anguizola | Locutora         | Navir Higuera    | 6ª Eliminada  |
| Panamá          | Miroslava Morales    | Actriz           | Guillermo Tejada | 7ª Eliminada  |
| Panamá          | Ricardo Jaramillo    | Reportero        | Dannela Donadio  | 8º Eliminado  |
| Panamá          | Sheldry Sáez         | Miss Panamá 2011 | Javier Acuña     | Tercer lugar  |
| Panamá          | Lorité Alvarado      | Reportera        | Fitin            | Segundo lugar |
| Panamá          | Jimmy Bad Boy        | Cantante         | Ilda Mason       | Ganador 2013  |

## Dancing with the Stars 2014
La tercera temporada del programa panameño comenzó el martes 13 de mayo de 2014, con Blanca Herrera y Aldo Stagnaro como presentadores. El elenco estuvo conformado por Andrés Poveda, Ismael Ortiz, Jovana Michelle, Massiel Mas, Yamilka Pitre, Joysi Love, María Jesús Ruiz, Erika Nota, Saiko, Rubén Moreno y Fufo Rosario.
En la gran final, Saiko ocupó el tercer lugar, Fufo Rosario el segundo y Jovana Michelle fue la ganadora, convirtiéndose en la primera mujer en ganar el programa en sus tres temporadas. 
| País del famoso | Participante     | Famoso (a) por     | Pareja           | Resultado       |
| --------------- | ---------------- | ------------------ | ---------------- | --------------- |
| Panamá          | Yamilka Pitre    | Cantante           | Miguel Coronado  | Retirada*       |
| Hungría         | Joysi Love       | Cantante           | Tony Navarro     | 1ª Eliminada    |
| Panamá          | Érika Nota       | Locutora           | Guillermo Tejada | 2ª Eliminada    |
| Panamá          | Andrés Poveda    | Humorista          | Tatiana Sanchíz  | 3º Eliminado    |
| Panamá          | Ismael Ortiz     | Nadador olímpico   | Carla García     | 4º Eliminado    |
| España          | María Jesús Ruiz | Miss España 2004   | Navir Higuera    | 5ª Eliminada    |
| Panamá          | Massiel Mas      | Presentadora de tv | Fitin            | 6ª Eliminada    |
| Panamá          | Rubén Moreno     | Trovador           | Dannela Donadio  | 7º Eliminado    |
| Rep. Dominicana | Saiko            | Reguesero          | Paola Cedeño     | Tercer lugar    |
| Panamá          | Fufo Rosario     | Mister Panamá 2013 | Verónica López   | Segundo lugar   |
| Panamá          | Jovana Michelle  | Reportera          | Abdel Sugasti    | Ganadora 2014** |

- (*) Yamilka Pitre, se retira de la competencia por estar embarazada.
- (**) Jovana Michelle gana DWTS. Primera vez en las tres temporadas que gana una mujer.

## Dancing with the Stars 2015
Tras el gran éxito de sus tres primeras temporadas, Dancing with the Stars lanzó una cuarta y última temporada que se estrenó el 14 de abril de 2015, con Blanca Herrera y Aldo Stagnaro como presentadores y Moyra Brunette, Yael Bern y Nuno Sabroso en el jurado. Los participantes de Dancing with the Stars 2015 fueron Marielissa Him, Pedro "Peter" González, Betserai Richards, Giosue Cozzarelli, Kayata, Josenid, Patty Lezcano, RD Maravilla, Viera Algandona, Irene Núñez e Iván Barrios.
| País del famoso | Participante      | Famoso (a) por         | Pareja           | Resultado     |
| --------------- | ----------------- | ---------------------- | ---------------- | ------------- |
| Panamá          | Patty Lezcano     | Presentadora           | Abdel Sugasti    | 1º Eliminada  |
| Panamá          | Betserai Richards | Reportero              | Krystal Méndez   | 2º Eliminado  |
| Panamá          | Kayata            | Reportero              | Verónica López   | Retirado*     |
| Panamá          | Giosue Cozzarelli | Modelo                 | Guillermo Tejada | 3° Eliminada  |
| Panamá          | RD Maravilla      | Reguesero              | Kasia            | 4° Eliminado  |
| Rep. Dominicana | Pedro González    | Modelo                 | Paola López      | 5° Eliminado  |
| Panamá          | Viera Algandona   | Productora             | Fitin            | 6° Eliminada  |
| Panamá          | Josenid           | Cantante               | David Arrocha    | 7° Eliminada  |
| Panamá          | Iván Barrios      | Cantautor              | Dannela Donadio  | Tercer lugar  |
| Panamá          | Marelissa Him     | Presentadora           | Miguel Coronado  | Segundo lugar |
| Panamá          | Irene Núñez       | Miss Panamá Mundo 2011 | Navir Higuera    | Ganadora 2015 |

- (*) Kayata se retira por motivos personales de DWTS.